# Ágost szász választófejedelem
Erős Ágost szász választófejedelem (németül: August von Sachsen v. August der Starke), (Freiburg, 1526. július 31. – Drezda, 1586. február 12.) 1553-tól haláláig szász választófejedelem, a Wettin-ház Albert-ágának tagja.

## Élete
Édesapja IV. Kegyes Henrik (1473–1541) volt, a Szász–Meisseni Hercegség uralkodó hercege, III. Albert szász hercegnek (1443–1500), Meissen őrgrófjának, a Wettin-ház Albert-ága megalapítójának második fia.
Édesanyja Katharina von Mecklenburg hercegnő (1487–1561) volt, II. Magnus mecklenburgi uralkodó herceg leánya.
Bátyja, az uralkodó Móric szász választófejedelem (1521–1553) – elhunyt apjuk végrendeletével ellentétben – megtagadta az öccsére hagyott hercegi birtokrészek átadását, Ágostnak csak pénzbeli juttatást (kegydíjat) biztosított, és 1544-ben ráruházta a merseburgi püspökség igazgatását. Ágost herceg Innsbruckban, a német-római császári udvarban nőtt fel, itt szoros barátságot kötött Miksa főherceggel, a későbbi II. Miksa császárral (aki I. Miksa néven magyar és cseh király is lett). 1546-ban Móric fejedelem önálló hadparancsnokká nevezte ki öccsét, és megbízta Drezda katonai védelmével.
1548. október 7-én Torgauban feleségül vette az Oldenburg-házból való Anna dán királyi hercegnőt (1532–1585), III. Keresztély dán és norvég király (1503–1599) leányát. A házasságkötés után Móric fejedelem, az uralkodó önálló udvartartást biztosított öccsének, akit ekkor már trónörökösnek tekintett.
1552-ben Móric fejedelem átadta öccsének az ország kormányzását. Ágost herceg nyomban szövetségi szerződést kötött apósával, a nagy hatalmú III. Keresztély királlyal.
Móric választófejedelem 1553-ban férfi utód hátrahagyása nélkül hunyt el, trónját öccse, Ágost herceg örökölte. Országlása során fejlesztette az ipart, a kereskedelmet. Birtokain maga gazdálkodott, értekezést jelentetett meg a kertészetről is. Önmagát Augustusnak nevezte, az általa kibocsátott okmányokat e névvel írta alá. Hithű katolikusként szilárdan támogatta a császárt a protestáns fejedelmekkel folytatott tárgyalások és viták során. Alattvalóival közvetlen, atyai módon érintkezett, ezért a szász területeken elterjedten nevezték őt „Ágost atyának” (Vater August).
Anna hercegnővel kötött első házasságából 15 gyermek született. Legidősebb fia, Sándor herceg, a trónörökös (1554–1565) még Ágost életében gyermekként elhunyt, ugyanígy két következő két fia, Magnus herceg (1555–1558) és Hektor herceg (1558–1560) is, így negyedik fia, Keresztély (Christian) herceg (1560–1591) lépett elő a trón várományosává.
Első felesége, gyermekeinek anyja, Anna dán királyi hercegnő 1585. október 1-jén Drezdában elhunyt. Három hónappal később, 1586. január 3-án a 60 éves Ágost választófejedelem ismét megnősült, az Aszkániai-házból való, 13 éves Agnes Hedwig von Anhalt hercegnőt (1573–1616), Joákim Ernő (Joachim Ernst) anhalti uralkodó herceg leányát vette feleségül. Ez a házasság gyermektelen maradt. Hat héttel az esküvő után Ágost fejedelem elhunyt. A Szász Választófejedelemség trónját Keresztély herceg örökölte, I. Keresztély néven.